# کرنل وست
کرنل وست (انگلیسی: Cornel West؛ زادهٔ ۲ ژوئن ۱۹۵۳)، فیلسوف، استاد دانشگاه، بازیگر، منتقد اجتماعی، نویسنده، روشنفکر و فعال سیاسی اهل ایالات متحده آمریکا است.

## سال های اول زندگی
وست در ۲ ژوئن ۱۹۵۳ در تالسا، اکلاهما به دنیا آمد.

## زندگی خانوادگی
همسر وی ایرانی و بهایی است.